# IVe gouvernement de la République (Espagne)
Seconde Républiqe espagnol
Azaña II Lerroux I
Le IVe gouvernement de la République est le gouvernement de la République espagnole en fonction le 12 juin 1933 au 12 septembre 1933.

## Composition
| Portefeuille                                         | Titulaires | Titulaires                | Parti |
| ---------------------------------------------------- | ---------- | ------------------------- | ----- |
| Président du Conseil Ministre de la Guerre           |            | Manuel Azaña              | AR    |
| Ministre d'État                                      |            | Fernando de los Ríos      | PSOE  |
| Ministre de la Justice                               |            | Álvaro de Albornoz        | PRRS  |
| Ministre de la Marine                                |            | Lluís Companys            | ERC   |
| Ministre de l'Économie et des Finances               |            | Agustín Viñuales          | AR    |
| Ministre du Gouvernement                             |            | Santiago Casares Quiroga  | ORGA  |
| Ministre de l'Instruction publique et des Beaux-arts |            | Domingo Barnés Salinas    | PRRS  |
| Ministre des Travaux publics                         |            | Indalecio Prieto          | PSOE  |
| Ministre du Travail et de la Santé                   |            | Francisco Largo Caballero | PSOE  |
| Ministre de l'Agriculture                            |            | Marcelino Domingo         | PRRS  |
| Ministre de l'Industrie et du Commerce               |            | José Franchy y Roca       | PRDF  |